# Chrami
Chrami (georgiska: ხრამი, azerbajdzjanska: Anaxatır) är en flod som huvudsakligen går genom sydöstra Georgien, för att efter en kort sträcka i västra Azerbajdzjan mynna som högerbiflod i Kura.
På sin väg genom Tsalkadistriktet går floden genom Tsalkareservoaren.
Trakten runt Chrami består till största delen av jordbruksmark. Runt Chrami är det ganska tätbefolkat, med 72 invånare per kvadratkilometer.